# Mông Cổ thuộc Nguyên
Mông Cổ dưới sự hợp tác của nhà Nguyên là thời kỳ mà nhà Nguyên do Hốt Tất Liệt Hãn thành lập, trị vì trên thảo nguyên Mông Cổ, cụ thể là Nội Mông và Ngoại Mông cũng như một phần của phía nam Siberia. Triều đại này kéo dài khoảng một thế kỷ, từ năm 1271 đến năm 1368. Cao nguyên Mông Cổ là quê hương của người Mông Cổ thuộc triều Nguyên và do đó được hưởng một địa vị đặc biệt; mặc dù thủ đô của vương triều đã được rời từ Karakorum đến Đại Đô vào đầu triều đại của Hốt Tất Liệt Hãn và Mông Cổ trở thành một tỉnh vào đầu thế kỷ XIV.

## Lịch sử

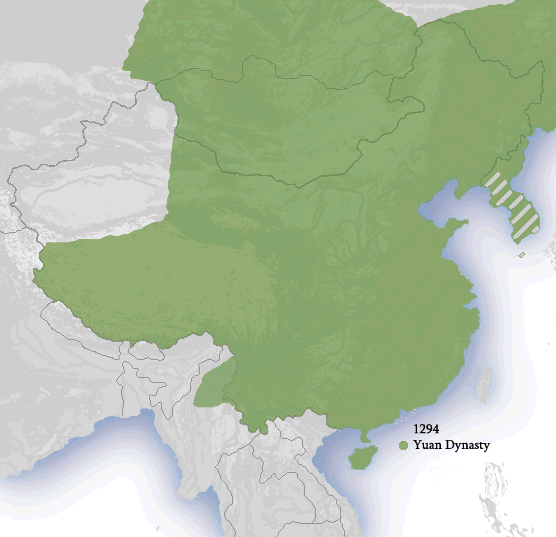
Lãnh thổ nhà Nguyên vào năm 1294.

Người Mông Cổ đến từ thảo nguyên Mông Cổ và Karakorum (Hòa Lâm) là thủ đô của Đế quốc Mông Cổ cho đến 1260. Trong Nội chiến gia tộc Đà Lôi, Mông Cổ đã được kiểm soát bởi A Lý Bất Ca, một em trai của Hốt Tất Liệt. Sau chiến thắng của Hốt Tất Liệt trước A Lý Bất Ca, nhà Nguyên được thành lập ở Trung Quốc vào năm 1271 và cả Trung Quốc và Mông Cổ đều được đặt ở Phúc Lý (腹裏) trực tiếp điều hành bởi Trung thư tỉnh của nhà Nguyên tại thủ đô Khanbaliq (Đại Đô). Mặc dù Karakorum không còn là thủ đô của đế quốc và Mông Cổ đã mất đi một phần tầm quan trọng của nó, vì là quê hương của người Mông Cổ, nó vẫn có ảnh hưởng mạnh mẽ cả về mặt chính trị và quân sự đối với các khu vực khác của đế chế. Có rất nhiều hoàng tử Mông Cổ tập trung ở thảo nguyên Mông Cổ, ảnh hưởng của họ mở rộng đến kinh đô của nhà Nguyên. Trên thực tế, để duy trì tuyên bố của mình là Đại hãn, Hốt Tất Liệt đã có những nỗ lực đáng kể để kiểm soát và khôi phục hòa bình ở Mông Cổ sau nội chiến Đà Lôi. Năm 1266, Na Mộc Hãn, một trong những người con trai yêu quý của Hốt Tất Liệt, được phái đến Mông Cổ để trấn giữ phía bắc.
Trong Chiến tranh Hải Đô – Hốt Tất Liệt kéo dài vài thập kỷ, Hải Đô, người cai trị de facto của Hãn quốc Sát Hợp Đài, đã cố gắng giành quyền kiểm soát Mông Cổ từ tay Hốt Tất Liệt. Trên thực tế, ông ta đã chiếm một phần lớn lãnh thổ của Mông Cổ trong thời gian ngắn, mặc dù sau đó nó đã được chỉ huy nhà Nguyên là Bá Nhan phục hồi. Thiết Mộc Nhĩ Hãn sau đó được bổ nhiệm làm trấn thủ ở Karakorum và Bá Nhan trở thành tổng binh. Trong cuộc khởi nghĩa Nãi Nhan chống lại Hốt Tất Liệt ở Mãn Châu vào cuối những năm 1280, Nayan đã cố gắng liên lạc với các hoàng tử Mông Cổ ở quê hương Mông Cổ, mặc dù hầu hết họ đều không đồng ý ủng hộ ông sau một cuộc dàn xếp của Hốt Tất Liệt. Rốt cuộc, triều đình nhà Nguyên cần sự trung thành của cả tầng lớp quý tộc Mông Cổ ngay cả khi họ buộc phải tấn công từng thành viên. Sau cái chết của thái tử Chân Kim vào năm 1286, Hốt Tất Liệt quyết định đưa con trai của Chân Kim là Thiết Mộc Nhĩ lên kế vị. Sau cái chết của Hốt Tất Liệt vào năm 1294, Thiết Mộc Nhĩ, người trước đây từng đóng quân ở Mông Cổ, trở về kinh đô của nhà Nguyên để trở thành người cai trị tiếp theo của đế chế. Trong thời gian cai trị của mình, Khúc Luật, người sẽ trở thành hoàng đế nhà Nguyên thứ ba sau cái chết của Thiết Mộc Nhĩ, đã được cử đến Mông Cổ để chỉ huy một đội quân bảo vệ mặt trận phía tây của quân Nguyên chống lại Hải Đô và các hoàng tử khác của Trung Á dưới quyền anh ta. Năm 1307, khi Thiết Mộc Nhĩ Hãn qua đời, ông quay trở lại Karakorum về phía đông và theo dõi tình hình. Cuối cùng ông đã kế vị ngai vàng với sự ủng hộ của mẹ và em trai, Ái Dục Lê Bạt Lực Bát Đạt. Ngay sau khi Khúc Luật Hãn lên ngôi, Mông Cổ được đặt dưới quyền của Hòa Lâm đẳng sử hành trung thư tỉnh (和林等處行中書省) hoặc đơn giản là tỉnh Hòa Lâm (和林行省), mặc dù các bộ phận của Nội Mông vẫn được cai quản bởi Trung thư tỉnh. Nó được đổi tên thành Lãnh Bắc đẳng sử hành trung thư tỉnh (嶺北等處行中書省) hoặc đơn giản gọi là Lãnh Bắc hành tỉnh (嶺北行省) bởi người kế vị Ayurbarwada vào năm 1312.
Việc thành lập tỉnh ở Mông Cổ đã làm giảm tầm quan trọng của các hoàng tử trong vùng thảo nguyên, nhưng nó không ngăn cản được việc Dã Tôn Thiết Mộc Nhi vào năm 1323 với tư cách là một "dự bổ thảo nguyên" cộng tác chặt chẽ với những kẻ chủ mưu trong triều đình của Cách Kiên Hãn. Trong nội chiến của triều đại nhà Nguyên được gọi là Chiến tranh hai đô sau cái chết của Dã Tôn Thiết Mộc Nhi, tỉnh Lãnh Bắc đã hỗ trợ những người trung thành tại Thượng Đô và chiến đấu chống lại Yên Thiếp Mộc Nhi và Trát Nha Đốc Hãn Đồ Thiếp Mục Nhi, nhưng cuối cùng họ đã bị nghiền nát bởi lực lượng của người sau. Sau cuộc nội chiến, Đồ Thiếp Mục Nhi thoái vị để ủng hộ anh trai mình Hòa Thế Lạt, người lên ngôi vào ngày 27 tháng 2 năm 1329 ở phía Bắc Karakorum. Tuy nhiên, ông đột ngột qua đời chỉ bốn ngày sau bữa tiệc linh đình với Đồ Thiếp Mục Nhi trên đường đến Khanbaliq (Đại Đô). Sau đó, Đồ Thiếp Mục Nhi được khôi phục lại ngai vàng vào ngày 8 tháng 9. Sau khi chiếm được kinh đô của nhà Nguyên bởi nhà Minh do người Hán thành lập vào năm 1368, hoàng đế cuối cùng của nhà Nguyên Thỏa Hoan Thiết Mộc Nhĩ đã chạy trốn lên phía Bắc đến Thượng Đô, sau đó đến Ứng Xương và chết ở đó vào năm 1370. Người Mông Cổ dưới quyền của con trai và người kế vị Tất Lý Khắc Đồ Hãn Ái Du Thức Lý Đạt Lạp đã rút lui về thảo nguyên Mông Cổ và chiến đấu chống lại nhà Minh. Quê hương Mông Cổ trở thành trung tâm cai trị của Bắc Nguyên, kéo dài cho đến thế kỷ 17.